# 岡田千咲
岡田 千咲（おかだ ちさ、1997年2月18日 - ）は、日本の女優、元子役である。大阪府出身。元オフィスジュニア所属。
血液型はO型、身長146cm。

## 略歴
- 2007年、『キッパリ!』でドラマ初出演。翌年の第2シリーズにも出演する。
- 2009年、小池彩夢、川嶋麗惟、松田侑花と共に、4人組の中学生ガールズユニットとして活動開始。

## 出演

### テレビドラマ
- コシノ家の闘う女たち（日本テレビ系、2006年8月8日） - コシノジュンコ〈幼少時代〉 役
- キッパリ!（TBS系列、2007年1月29日 - 4月13日） - 君塚栞 役
- キッパリ!!（TBS系列、2008年9月1日 - 10月3日） - 君塚栞 役
- 水戸黄門第42部 第12話「ズバッ怒りの道場破り -篠山-」（TBS系列、2011年1月10日） - おきみ 役
- 癒されたい男 （テレビ東京、2019年4月11日）第10話 - 派手川チャラ美（仮名）役[2]
- 歌舞伎町弁護人 凛花 第7話（2019年6月2日、BSテレ東） - 定岡の女 役

### 映画
- 明日の記憶 （2006年）

### 舞台
- まほろばのまつり（2024年5月22日 - 26日、座・高円寺1）[3]

### WebCM
- ビデオ通話messengerアプリ Azar WEBCM 「友達なんて別にいいじゃん？」編、「新卒の服装コーチング！そりゃないだろ。」編[4]